# پسین‌سازی
پَسین‌سازی یا اشتقاق معکوس یکی از روش‌های واژه‌سازی در زبان است.
در این روش اشتقاق معکوس صورت می‌گیرد، به این معنی که از طریق حذف وندهای واقعی یا فرضی از یک واژهٔ رایج، واژهٔ قاموسیِ جدیدی ساخته می‌شود.
برای نمونه، در فارسی گفتاری از واژهٔ رادیاتور، با حذف پسوند فرضیِ «ـور»، صورت جدیدی به‌شکل «رادیات» ساخته شده‌است. بنابراین، واژهٔ «رادیات»، پسین‌ساخته‌ای است از واژهٔ رادیاتور.
نمونه‌های دیگر پسین‌سازی در فارسی عبارتند از:
- اتومات از اتوماتیک
- ارتش از واژهٔ ارتشتار (سپاهی) در پارسی میانه و حذف پسوند فرضی ـتار
- مَشت (به‌معنی باحال) از مَشتی > مشهدی

## اشتقاق لغات
در علم صرفِ لغات، اشتقاقِ لغات، روند ایجاد لغت جدید با حذف ضمیمه‌های واقعی یا ضمیمه‌های قراری است. این روش ابداع واژهٔ جدید به نام اشتقاق لغات، توسط جیمز موری (ماری) در سال ۱۸۸۹ ابداع شد. اولین تعریفِ OED آنلاین از اشتقاق لغات، از تعریف to burgle بود که برای اولین بار در سال ۱۸۸۹ منتشر شد.
«اشتقاق لغات» متفاوت از «اختصار لغات» است. اشتقاق لغات ممکن است بخشی از سخنرانی یا معنی کلمه را تغییر دهد، درحالی‌که اختصار کلمات، کلمات کوتاه را از کلمات بزرگ ایجاد می‌کند، اما بخشی از سخنرانی یا معنی کلمه را تغییر نمی‌دهد. به‌عنوان مثال، کلمهٔ resurrection (معاد) از لاتین قرض گرفته شده‌است، و فعل resurrect (احیاشدن) صدها سال بعد از آن با حذف پسوند ion- مشتق شده‌است. این قطعه‌بندی از resurrection به resurrect + -ion ممکن است به این دلیل باشد که انگلیسی نمونه‌هایی از واژهٔ لاتین به‌صورت فعل و فعل + ion دارد، مانند opine/opinion (اظهارنظرکردن/نظر). این الگویی برای بسیاری از جفت‌های دیگر شد، که در آن، فعل مشتق‌شده از لاتین، با حذف ion- در پایان به اسم تبدیل می‌شود، مانند insert/insertion (واردکردن/وارد)، project/projection (پروژه/ طرح‌ریزی‌کردن) و غیره.
اشتقاق لغات ممکن است شبیه باشد به دوباره آنالیز کردن علم صرف قومی، وقتی که درک اشتباه از مورفولوژی کلمه‌های طولانیتر دارد. به عنوان مثال، اسم مفرد asset (دارایی) اشتقاق از لغت جمع assets (دارایی ها) هست. با این حال ، assets (دارایی ها) در اصل جمع نیست، و وام گرفته شده از واژه انگلیسی-نورمن asetz است که به عنوان یک پسوند جمع دوباره آنالیز شده‌است.

## اشتقاق لغات در زبان انگلیسی
بسیاری از کلمات به این شکل وارد زبان انگلیسی شد: Pease (نخودها) یک اسم عام بود اما به عنوان جمع تفسیر شد، که منجر به اشتقاق لغت pea (نخود) شد. اسم statistic (آمار) نیز یک اشتقاق لغت از رشته درسی آمار (statistics) است. در بریتانیا فعلburgle در قرن ۱۹شروع به استفاده شد که اشتقاق لغتی از کلمه burglar می‌باشد ( که می‌تواند با فعل burglarize در آمریکای شمالی که توسط پسوندگذاری شکل گرفته‌است، مقایسه شود).
مثالهای دیگر شامل زیر هستند:
- صفت couth از uncouth
- فعل edit از editor
- مفرد syrinx از syringesجمع (کلمه یونانی): کلمه جدید مفرد syringe شکل گرفت.
- مفرد sastruga از sastrugi جمع (کلمه روسی): کلمه لاتین جدید sastrugus گاهی استفاده می‌شود.
- euthanase یا euthanize (فعل) از کلمه اسم euthanasia

اگرچه بسیاری از واژه‌های انگلیسی به این ترتیب شکل گرفته‌است، واژه‌های جدید ممکن است صدای عجیب و غریب داشته باشد، و اغلب برای اثر طنزآمیز استفاده شود. به عنوان مثال، فعل gruntled (از disgruntled) تنها در زمینه‌های طنزآمیز استفاده می‌شود. کمدین جورج گبل، به‌طور منظم اشتقاق لغت را در تک گویی‌های طنزآمیز خود استفاده می‌کرد. بیل بریسون اعتقاد داشت که زبان انگلیسی غنی تر خواهد بود اگر ما به یک شخص پاکیزه و مرتب با موهای کوتاه shevelled بگوییم (به عنوان مخالف disheveled). درScrubs طنز تلویزیونی آمریکایی، شخصیت Turk یک بار در پاسخ به دکتر کاکس گفت "من از شما عار ندارم (disdain ) بر عکس کاملاً شما راdain می کنم."
اشتقاق کلمه از تشکل‌های محاوره‌ای شروع شد و به تدریج پذیرفته شده‌است. به عنوان مثال، enthuse (جسور و متهور ساختن از کلمه enthusiasm) در حال کسب محبوبیت است، هر چند که هنوز هم از نظر عام پذیرفته نیست.
جشن‌های عظیم در انگلیس در خبر به‌طور خلاصه maffick نامیده می‌شود که به معنی جشن گرفتن عمومی و بسیار بزرگ است. Maffick (شادمانی کردن) یک اشتقاق لغت از کلمه Mafeking است، اسم محلی که به‌طور طنزآمیزی به عنوان اسم مصدر یا صفت مفعولی استفاده میشد. مثالهای زیادی از اشتقاق لغات در زبان انگلیسی وجود دارد.
در انگلیسی برای نمونه از نام‌واژهٔ bulldozer (بولدوزر) با استفاده از پسین‌سازی، فعل to bulldoze (صاف کردن با بولدوزر) ساخته شده‌است.